# Ottenbergstraße 20

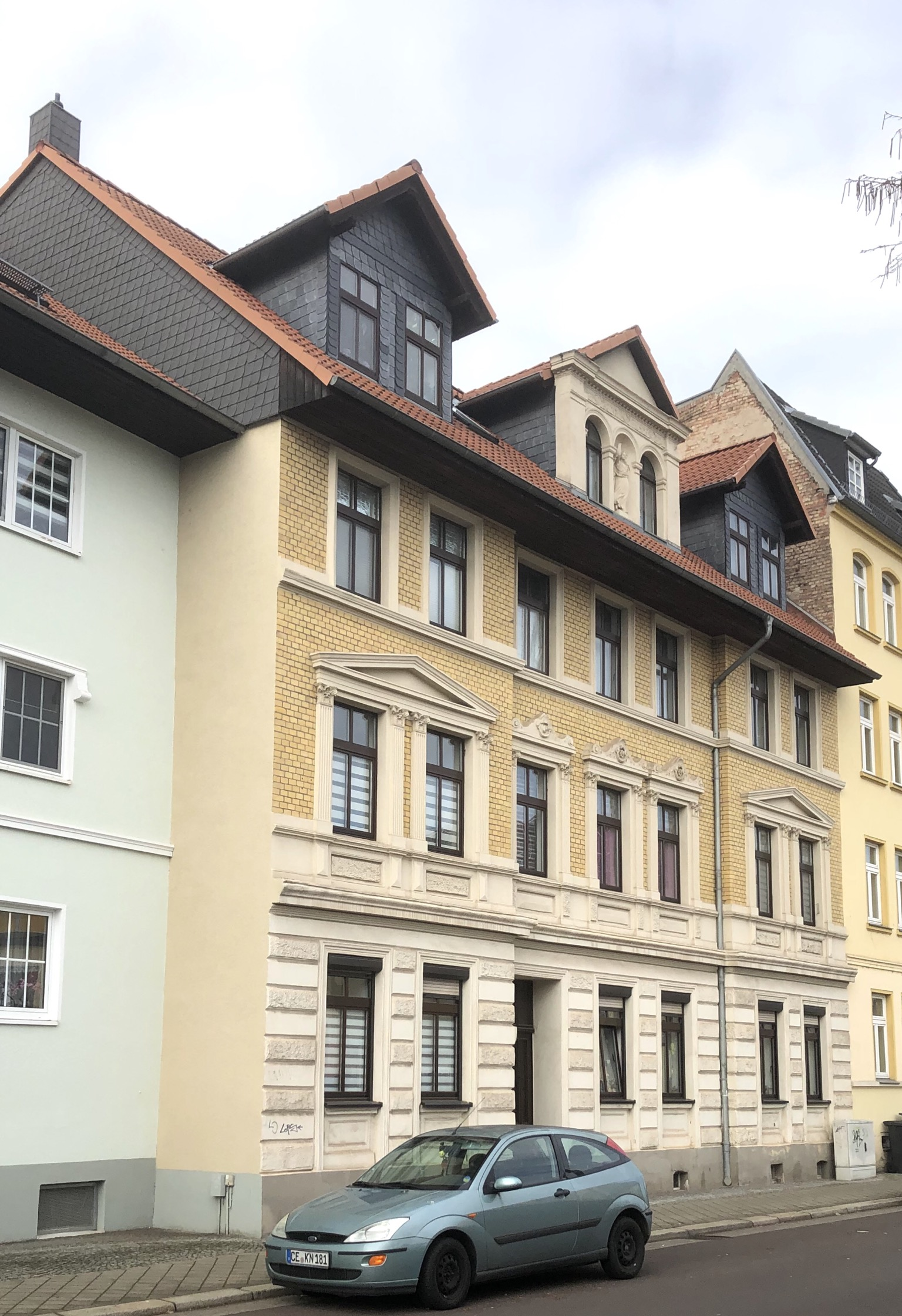
Wohnhaus Ottenbergstraße 20 i Jahr 2020

Das Haus Ottenbergstraße 20 ist ein denkmalgeschütztes Wohnhaus in Magdeburg in Sachsen-Anhalt.

## Lage
Es befindet sich im Magdeburger Stadtteil Alte Neustadt am nördlichen Ende der Ottenbergstraße auf deren Westseite. Etwas weiter nördlich mündet die Ottenbergstraße in die Stendaler Straße.

## Architektur und Geschichte
Der dreigeschossige verputzte Ziegelbau wurde im Jahr 1881 errichtet. Bauherr war der Bauunternehmer Wilhelm Maerkert, für den sich auch die Schreibweise Markert findet. Die Fassade des Hauses ist siebenachsig ausgeführt und im Erdgeschoss mit einer Rustizierung versehen. Die beiden äußeren Achsen sind jeweils als flache Risalite hervorgehoben. Die Fenster im ersten Obergeschoss sind in den Risaliten jeweils als Paar unter einem Dreiecksgiebel zusammengefasst und werden flankiert von kannelierten Pilastern. Im Jahr 1888 erhielt das Gebäude auf seinem Satteldach einen Dacherker und zwei Dachhäuschen. Der mittig angeordnete Dacherker verfügt über zwei kleine Rundbogenfenster, zwischen denen sich eine Nischenfigur befindet, die in ihrer Gestaltung an antike Vorbilder angelehnt ist. 
Im örtlichen Denkmalverzeichnis ist das Wohnhaus unter der Erfassungsnummer 094 18035 als Baudenkmal verzeichnet.